# Eric Fromm
Pour les articles homonymes, voir Fromm.
Ne doit pas être confondu avec Erich Fromm.
Eric Fromm, né le 27 juin 1958 dans le Queens, New York, est un ancien joueur américain de tennis.

## Palmarès

### Finale en simple messieurs
| No | Date       | Nom et lieu du tournoi            | Catégorie | Dotation | Surface    | Vainqueur   | Score    |  |
| -- | ---------- | --------------------------------- | --------- | -------- | ---------- | ----------- | -------- |  |
| 1  | 16-08-1982 | Tournoi de tennis de Stowe, Stowe |           | 75 000 $ | Dur (ext.) | Jay Lapidus | 6-4, 6-2 |  |

### Finales en double messieurs
| No | Date       | Nom et lieu du tournoi                   | Catégorie | Dotation  | Surface         | Vainqueurs                      | Partenaire        | Score         |  |
| -- | ---------- | ---------------------------------------- | --------- | --------- | --------------- | ------------------------------- | ----------------- | ------------- |  |
| 1  | 09-06-1980 | Tournoi de tennis de Bruxelles Bruxelles |           | 50 000 $  | Terre (ext.)    | Steve Krulevitz Thierry Stevaux | Cary Leeds        | 6-3, 7-5      |  |
| 2  | 06-10-1980 | Tournoi de tennis de Tel Aviv Tel Aviv   |           | 50 000 $  | Dur (ext.)      | Per Hjertquist Steve Krulevitz  | Cary Leeds        | 7-6, 6-3      |  |
| 3  | 18-05-1981 | BMW Open Munich                          |           | 75 000 $  | Terre (ext.)    | David Carter Paul Kronk         | Shlomo Glickstein | 6-3, 6-4      |  |
| 4  | 08-02-1982 | Tournoi de tennis de Caracas Caracas     |           | NC $      | Dur (ext.)      | Steve Meister Craig Wittus      | Cary Leeds        | 6-7, 7-6, 6-4 |  |
| 5  | 26-07-1982 | Volvo International North Conway         |           | 200 000 $ | Terre (ext.)    | Sherwood Stewart Ferdi Taygan   | Pablo Arraya      | 6-2, 7-6      |  |
| 6  | 16-08-1982 | Tournoi de tennis de Stowe Stowe         |           | 75 000 $  | Dur (ext.)      | Andy Andrews John Sadri         | Mike Fishbach     | 6-3, 6-4      |  |
| 7  | 25-04-1983 | Robinson's Men's Tennis Open Tampa       |           | 75 000 $  | Moquette (int.) | Tony Giammalva Steve Meister    | Drew Gitlin       | 3-6, 6-1, 7-5 |  |
| 8  | 25-07-1983 | Volvo International North Conway         |           | 200 000 $ | Terre (ext.)    | Mark Edmondson Sherwood Stewart | Drew Gitlin       | 7-6, 6-1      |  |
| 9  | 14-05-1984 | BMW Open Munich                          |           | 75 000 $  | Terre (ext.)    | Boris Becker Wojtek Fibak       | Florin Segarceanu | 6-4, 4-6, 6-1 |  |